# Ailly, Eure
Ailly är en kommun i departementet Eure i regionen Normandie i norra Frankrike. Kommunen ligger i kantonen Gaillon-Campagne som tillhör arrondissementet Les Andelys. År 2022 hade Ailly 1 230 invånare.

## Befolkningsutveckling
Antalet invånare i kommunen Ailly
Referens:INSEE